# Лорейн, Перси
Сэр Перси Лайхем Лорейн, 12-й баронет, (англ. Sir Percy Lyham Loraine, 12th Baronet; 5 ноября 1880 — 23 мая 1961) — британский дипломат.
Входил в Тайный совет Великобритании с 1934 года.
Второй сын адмирала Lambton Лорейна (ум. 1917).
Учился в Итонском колледже и Нью-Колледже Оксфорда.
Он оставил университет в 1901 году для участия во Второй англо-бурской войне. После кратковременного возвращения в Оксфорд поступил на дипломатическую службу в мае 1904 года.
В составе британской делегации участвовал в работе Парижской мирной конференции.
В 1921—1926 годах посланник Великобритании в Иране. (В начале 1920-х годов любовница британского посла в Реште (Персия) снабжала советского генерального консула в Персии Гарегина Апресова секретными документами британского посольства.)
В 1926—1929 годах посланник Великобритании в Греции.
В 1929—1933 годах верховный комиссар Великобритании в Египте и Судане.
В 1933—1939 годах посол Великобритании в Турции.
В 1939—1940 годах посол Великобритании в Италии.
Указывают, что он сыграл важную роль в удержании Италии нейтральной во время первых месяцев начала Второй мировой войны, а после объявления ею войны Великобритании (10.06.1940) он вернулся в Лондон.
С 1924 года был женат на Луизе Стюарт-Уортли (Stuart-Wortley).
Рыцарь Большого креста ордена Святого Михаила и Святого Георгия.